# نوردستریم
نوردستریم (انگلیسی: Nord Stream AG) شرکت انرژی سوئیسی است، که در سال ۲۰۰۵ تأسیس شد.